# ブレス (フランス)

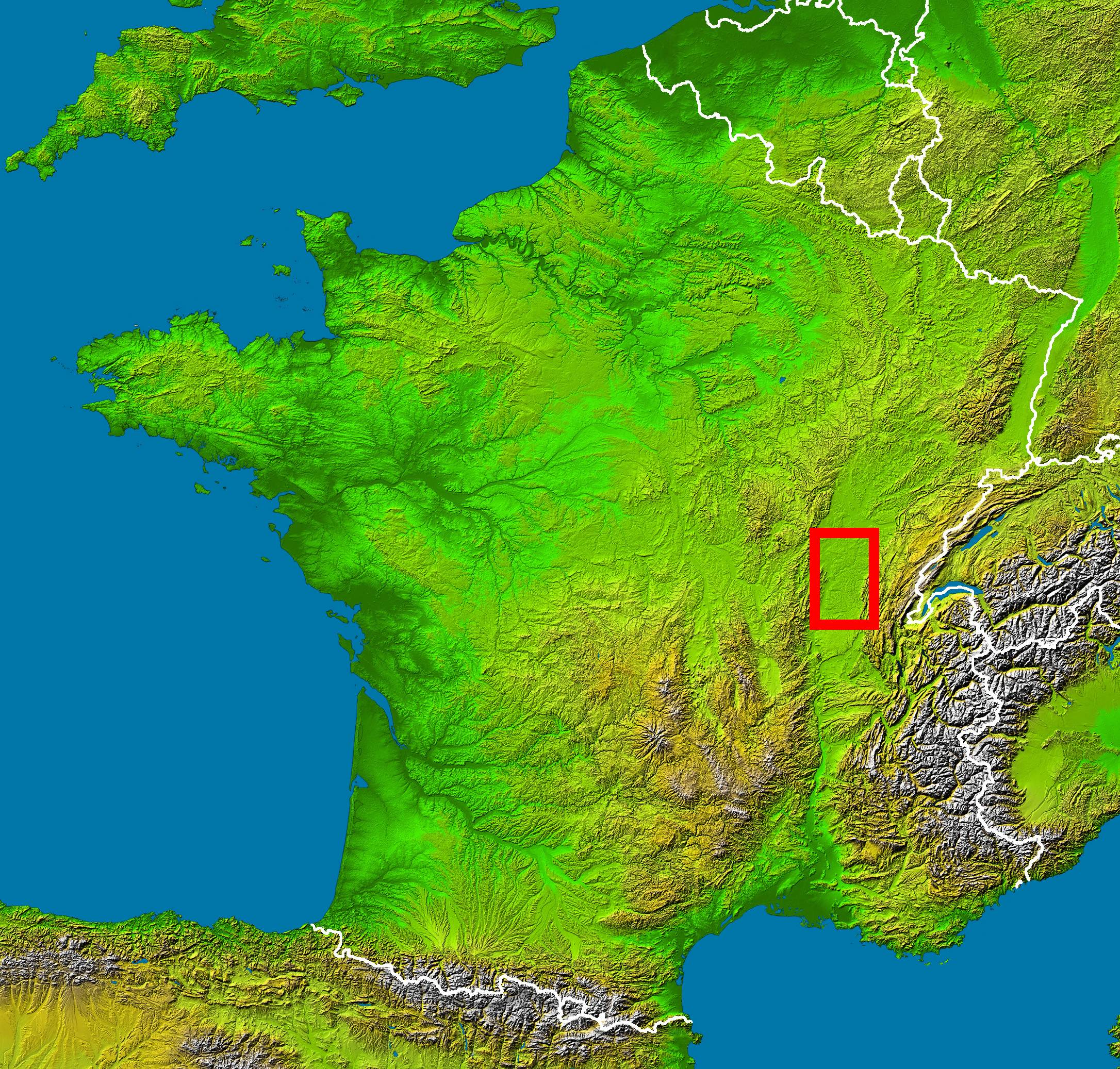
ブレスのおよその位置

ブレス (Bresse) は、フランスの古い州である。
現在のアン県首都ブール＝カン＝ブレスを首都とし、ローヌ＝アルプ、ブルゴーニュ、フランシュ＝コンテにまたがった（たまたま境界になっただけで、それほど広いわけではない）。
ソーヌ川、ドゥー川、ジュラ山脈に囲まれている。ジビエ、淡水魚が豊富でニワトリの品種ブレス鶏 (Bresse) で有名。ブレスの名を冠したブレス・ブルーという商標のブルーチーズも生産されている。